# Gerardo di Gheldria
Gerardo di Gheldria in francese: Gérard de Boulogne (1149 circa – 1182) fu conte consorte di Boulogne, dal 1181 fino alla sua morte.

## Origine
Come attesta il documento n° 463 del Urkundenbuch für die Geschichte des Niederrheins, Band I, di incerta datazione compreso tra il 1167 ed il 1177, Gerardo era il figlio maschio primogenito del conte di Gheldria e conte di Zutphen, Enrico I (Henricus comes de Gelre et filius eius Gerardus) e di Agnese d'Arnstein, come conferma anche la Vita Lodewici comitis de Arnstein, riportando che una sorella del conte d'Arnstein, si sposò nella Contea di Zutphen (in Sutpheniensem transiit comitiam), senza precisare il nome, riportando che era la settima sorella del conte Ludovico, quindi una discendente degli Arnstein.
Secondo il Kronijk van Arent toe Bocop Enrico I di Gheldria era il figlio maschio del conte di Gheldria, Gerardo II e della contessa di Zutphen, Ermengarda, come è confermato dalla Historia sive notitia episcopatus Daventriensis.

## Biografia
Anche il Kronijk van Arent toe Bocop riporta che Gerardo e il fratello Ottone erano figli del conte di Gheldria, Enrico I
Gerardo compare citato, per la prima volta, nel documento n° 463 del Urkundenbuch für die Geschichte des Niederrheins, Band I, di incerta datazione compreso tra il 1167 ed il 1177, assieme al padre,
Enrico I (Henricus comes de Gelre et filius eius Gerardus), inerente ad una garanzia fatta dall'arcivescovo di Colonia, Philipp von Heinsberg al monastero di Bedburg.
Nel 1181, Gerardo, come riportano sia gli Annales Egmundani, sia la Flandria Generosa (Continuatio Bruxellensis), sia il Gisleberti Chronicon Hanoniense sposò la contessa di Boulogne, Ida di Lorena, che, secondo la Flandria Generosa (Continuatio Bruxellensis), era la figlia primogenita del conte di Boulogne, Matteo di Lorena e della sua prima moglie, la Contessa di Boulogne, Maria, che secondo il cronista e monaco benedettino inglese, Matteo di Parigi, era figlia del re d'Inghilterra, Stefano di Blois (Mariam filiam Stephani regis Anglie) (filia regis Stephani), quindi era figlia del conte di Mortain, duca di Normandia e re d'Inghilterra, Stefano di Blois e della contessa di Boulogne, Matilde I, che, secondo la Genealogica comitum Buloniensium era l'unica figlia del conte di Boulogne, Eustachio III e della moglie, Maria di Scozia.
Ida era al suo secondo matrimonio, avendo sposato, in prime nozze un certo Matteo, del quale non si conoscono gli ascendenti e dal quale però divorziò molto presto, prima del 1181, senza avergli dato figli; questo matrimonio viene confermato in un documento riportato nello Spicilegium (1669) Tome IX, p. 469
Gli Annales Egmundani riportano altresì che, Gerardo morì in quello stesso anno e che, dopo essere rimasta vedova, Ida fece ritorno alla sua contea, portandosi via, anche con la forza, tutto ciò che il marito le aveva donato.
Ida poi contrasse altri due matrimoni:
- il terzo matrimonio col conte di Zähringen, Bertoldo IV, come ci viene riportato dallo storico, Georges Poull, nel suo libro La Maison ducale de Lorraine  (1991) (non consultato)[13], questo matrimonio è confermato sia dalla Flandria Generosa (Continuatio Bruxellensis)[8] che dal Gisleberti Chronicon Hanoniense[9]; anche questo matrimonio fu di breve durata: durò solo tre anni e, l'8 settembre 1186, Ida rimase ancora vedova[13];
- il quarto matrimonio con Rinaldo di Dammartin, che, secondo il Anonymi Continuatio appendicis Roberti de Monte ad Sigebertum, Rinaldo (filius eius Reginaldus Comes Boloniæ) era figlio di Alberico II di Dammartin (Albericus Dammartini Comes), nato nella prima metà del XII secolo e morto nel 1200[14], conte di Dammartin e signore di La Ferté-Alais e di Matilde di Clermont, come ci viene confermato dal documento n° CLX della Histoire de l'église de Meaux[15].

## Discendenza
Gerardo da Ida non ebbe figli e non si conosce alcun discendente.

## Ascendenza
|                               |                              |                                | Genitori                     |  |  | Nonni |  |  | Bisnonni              |  |  | Trisnonni             |  |
|                               |                              |                                |                              |  |  |       |  |  | Gerardo I di Gheldria |  |  | Teodorico ''flamens'' |  |
|                               |                              |                                |                              |  |  |       |  |  | Gerardo I di Gheldria |  |  | Teodorico ''flamens'' |  |
|                               |                              | …                              |                              |  |  |       |  |  | Gerardo I di Gheldria |  |  |                       |  |
| Gerardo II di Gheldria        |                              |                                |                              |  |  |       |  |  | Gerardo I di Gheldria |  |  |                       |  |
|                               |                              | Clemenza d'Aquitania           | Guglielmo VII di Aquitania   |  |  |       |  |  |                       |  |  |                       |  |
|                               |                              | Clemenza d'Aquitania           | Guglielmo VII di Aquitania   |  |  |       |  |  |                       |  |  |                       |  |
|                               |                              | Clemenza d'Aquitania           | Ermesinda di Lotaringia      |  |  |       |  |  |                       |  |  |                       |  |
| Enrico I di Gheldria          |                              | Clemenza d'Aquitania           |                              |  |  |       |  |  |                       |  |  |                       |  |
|                               |                              | Ottone II, conte di Zutphen    | Gottschalk, conte di Twente  |  |  |       |  |  |                       |  |  |                       |  |
|                               |                              | Ottone II, conte di Zutphen    | Gottschalk, conte di Twente  |  |  |       |  |  |                       |  |  |                       |  |
|                               |                              | Ottone II, conte di Zutphen    | Adelaide di Zutphen          |  |  |       |  |  |                       |  |  |                       |  |
| Ermengarda di Zutphen         |                              | Ottone II, conte di Zutphen    |                              |  |  |       |  |  |                       |  |  |                       |  |
|                               |                              | Giuditta d'Arnstein            | Ludovico I, conte d'Arnstein |  |  |       |  |  |                       |  |  |                       |  |
|                               |                              | Giuditta d'Arnstein            | Ludovico I, conte d'Arnstein |  |  |       |  |  |                       |  |  |                       |  |
|                               |                              | Giuditta d'Arnstein            | Uta di Zutphen               |  |  |       |  |  |                       |  |  |                       |  |
| Gerardo di Gheldria           |                              | Giuditta d'Arnstein            |                              |  |  |       |  |  |                       |  |  |                       |  |
|                               | Ludovico I, conte d'Arnstein | Arnoldo, conte di Marienfels   |                              |  |  |       |  |  |                       |  |  |                       |  |
|                               | Ludovico I, conte d'Arnstein | Arnoldo, conte di Marienfels   |                              |  |  |       |  |  |                       |  |  |                       |  |
|                               | Ludovico I, conte d'Arnstein | …                              |                              |  |  |       |  |  |                       |  |  |                       |  |
| Ludovico II, conte d'Arnstein | Ludovico I, conte d'Arnstein |                                |                              |  |  |       |  |  |                       |  |  |                       |  |
|                               |                              | Uta di Zutphen                 | Gottschalk, conte di Twente  |  |  |       |  |  |                       |  |  |                       |  |
|                               |                              | Uta di Zutphen                 | Gottschalk, conte di Twente  |  |  |       |  |  |                       |  |  |                       |  |
|                               |                              | Uta di Zutphen                 | Adelaide di Zutphen          |  |  |       |  |  |                       |  |  |                       |  |
| Agnese d'Arnstein             |                              | Uta di Zutphen                 |                              |  |  |       |  |  |                       |  |  |                       |  |
|                               |                              | Arnoldo I, conte d'Odenkirchen | …                            |  |  |       |  |  |                       |  |  |                       |  |
|                               |                              | Arnoldo I, conte d'Odenkirchen | …                            |  |  |       |  |  |                       |  |  |                       |  |
|                               |                              | Arnoldo I, conte d'Odenkirchen | …                            |  |  |       |  |  |                       |  |  |                       |  |
| Udelilde d'Odenkirchen        |                              | Arnoldo I, conte d'Odenkirchen |                              |  |  |       |  |  |                       |  |  |                       |  |
|                               |                              | …                              | …                            |  |  |       |  |  |                       |  |  |                       |  |
|                               |                              | …                              | …                            |  |  |       |  |  |                       |  |  |                       |  |
|                               |                              | …                              | …                            |  |  |       |  |  |                       |  |  |                       |  |
|                               |                              | …                              |                              |  |  |       |  |  |                       |  |  |                       |  |

### Fonti primarie
- (LA)  Recueil des historiens des Gaules et de la France. Tome 18.
- (LA)  Fontes rerum Germanicarum III.
- (LA)  Monumenta Germaniae Historica, Scriptores, tomus IX.
- (LA)  Monumenta Germaniae Historica, tomus XVI.
- (LA)  Monumenta Germaniae Historica, Scriptores, tomus XXI.
- (LA)  Historia sive notitia Episcopatus Daventriensis.
- (LA)  Urkundenbuch für die Geschichte des Niederrheins, Band I.
- (LA)  Kronijk van Arent toe Bocop.

### Letteratura storiografica
- (LA)  Histoire de l'église de Meaux.